# Zelota

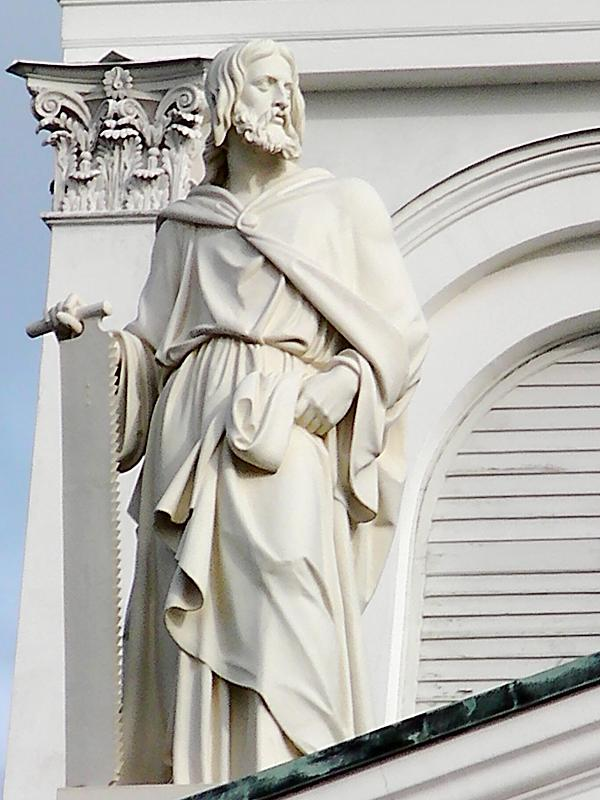
Statua dello zelota Simone il Cananeo situata sul tetto della cattedrale di Helsinki

Gli zeloti (in ebraico: קנאים, Ḳanna'im) erano un gruppo politico-religioso giudaico apparso all'inizio del I secolo, partigiani accaniti dell'indipendenza politica del Regno di Giudea, nonché difensori dell'ortodossia e dell'integralismo ebraico dell'epoca. Considerati dai Romani alla stregua di terroristi e criminali comuni, si ribellavano con le armi alla presenza romana nel Regno di Giudea
Svolsero un ruolo importante nella grande rivolta del 66-70, la maggior parte di essi perirono durante la presa di Gerusalemme da parte di Tito Flavio Vespasiano (70).

## Etimologia
Il termine zelota, in ebraico kanai (קנאי), indica una persona dotata di uno zelo comportamentale nei confronti di Yahweh.
Il termine latino deriva dalla traduzione di kanai con il greco ζηλωτής (zelotes), che significa "emulatore", "ammiratore" o anche "seguace".
La parola greca ζηλωτής è attestata come aggettivo e non come nome proprio di persona o di comunità, al più riferito a non precisate orde di Ebrei faziosi e patrioti, senza però fornire estremi né di testi né di autori greci.
In tutta la Bibbia, la parola Zelota compare soltanto due volte, in riferimento all'apostolo Simone il Cananeo (in greco Σίμων ὁ Καναναῖος, Mt 10:4, e Mc 3:18), "detto lo Zelota" (καὶ Σίμωνα τὸν καλούμενον Ζηλωτὴν, Lc 6:15, e Atti 1:13), mentre nel testo sono nominati altri apostoli, non evidenziando in questo l'appartenenza ad alcuna setta.

Nella onomastica greca, l'articolo indica la parte del nome proprio di persona che segue il nome vero e proprio dato alla nascita dai genitori, come il nome proprio del padre o del luogo di dimora; invece il verbo καλεῖv ha il significato principale di chiamare, e i due secondari di invitare o denominare, nominare, soprannominare, dare un nome a qualcuno.

## Storia
Nel I secolo lo zelotismo va impadronendosi gradualmente delle masse, urbane e ancor più di campagna, le porta al fanatismo e le conduce alla violenza dei predoni e dei sicarii, che porteranno alla catastrofe finale della prima guerra giudaica.
La caduta di Gerusalemme tuttavia non segnò la sconfitta dello zelotismo; gli ultimi zeloti infatti, a capo dei quali c'era Eleazar Ben Yair, si rifugiarono, in un estremo tentativo di resistenza, nella fortezza di Masada, a sud del deserto di Giuda, vicino al Mar Morto. Quando si videro perduti, tutti i 960 zeloti si diedero la morte, con l'eccezione di due donne e di cinque bambini, che si erano rifugiati nei sotterranei.

## Stile
Gli Zeloti difendevano ferocemente i precetti della legge mosaica, così come anche lo stile di vita ebraico e il nazionalismo israelita. In particolare gli Zeloti erano molto interessati nel difendere la Giudea dal dominio dei Romani, che venivano considerati idolatri e quindi nemici dell'ebraismo. Spesso venivano chiamati anche Sicarii, dal momento che andavano in giro con i pugnali (sicæ) nascosti sotto la cappa e che venivano utilizzati dagli Zeloti per ferire o persino uccidere chiunque fosse colto a compiere sacrilegi, atti offensivi o anche omissioni nei confronti della fede giudaica.

## Le fonti
Fonti sull'origine del movimento zelota sono le testimonianze convergenti di Giuseppe Flavio e dell'evangelista Luca.
(Giuseppe Flavio, Guerra Giudaica Libro II:254 - 13, 3)
Robert Eisenman ha posto l'attenzione sulla presenza in alcuni riferimenti contemporanei del Talmud della parola zeloti, usata come sinonimo di kanna'im, ma non esattamente come un gruppo, piuttosto come preti vendicativi del Tempio.
Sempre nel Talmud gli zeloti vengono criticati, accusati di non seguire i capi religiosi e sono anche chiamati Biryonim (בריונים), che significa "maleducati", "selvaggi" o "ruffiani" e sono condannati per la loro aggressività, per la loro riluttanza ai compromessi per salvare i superstiti della Gerusalemme assediata e per il loro militarismo cieco contro il parere dei rabbini in cerca di trattati di pace. Essi sono ulteriormente accusati di aver contribuito alla distruzione di Gerusalemme e del secondo Tempio e di aver garantito per la Giudea le punizioni e i tributi imposti da Roma. Secondo il Talmud babilonese (Gittin: 56b) i Biryonim hanno distrutto il valore decennale di cibo e legna da ardere nella Gerusalemme assediata al fine di costringere gli ebrei a combattere i Romani per disperazione. Questo evento ha portato direttamente alla fuga di Jochanan Ben Zakkai fuori da Gerusalemme, dove ha incontrato Tito Flavio Vespasiano, un incontro a cui risale la fondazione dell'accademia di Yavneh, la quale ha prodotto la Mishnah, garantendo la sopravvivenza dell'ebraismo rabbinico.
Gli Zeloti hanno sostenuto la violenza contro i Romani, i loro collaboratori ebrei e i Sadducei per aver razziato i loro approvvigionamenti e le altre attività della causa zelota.
La testimonianza dello storico ebreo sulla dottrina degli zeloti è interessante:
(Giuseppe Flavio, Antichità Giudaiche, XVIII, 23))
È facile desumere da qui che lo zelotismo non è che un fariseismo estremo, che coinvolge il piano politico assieme a quello religioso per il fatto di non obbedire ad altri che a Dio.
I termini che indicano i combattenti messianisti (chrestianoi in greco) sono:
- in ebraico: Qanana (Cananei) e Bariona,
- in greco: Zelotes e Lestes,
- in latino: Sicarii, Latrones e Galilaei (Sicari, Ladroni e Galilei).

## Zeloti tra gli apostoli di Gesù
I passi biblici di Lc 6:15; At 1:13 potrebbero far intendere un coinvolgimento politico. In realtà la parola zelota può essere tradotto anche "zelante" (manca fonte). 
Più articolata la questione circa il possibile coinvolgimento di alcuni apostoli:
- Simone il Cananeo chiamato sempre Simone lo Zelota nel Vangelo di Luca, per distinguerlo da Simone Pietro (vedi la voce Simone il Cananeo). Secondo il Flos sanctorum lo storico gesuita Pedro de Ribadeneyra (1527-1611), biografo di sant'Ignazio, «Simone fu chiamato Cananeo, per la qual cagione San Luca lo chiamò in lingua greca Zelote; perché Cana in ebraico, è lo stesso che zelo in Greco»[8];
- Interpretando un passo del vangelo di Luca nel quale Giacomo di Zebedeo e suo fratello Giovanni chiedono a Gesù il permesso di incendiare un villaggio di samaritani dal quale il Cristo e i suoi seguaci erano stati respinti, lasciando intendere fosse quella la norma di comportamento. Ma il testo (Luca 9, 51-56) riporta invece una minaccia di maledizione da parte dei due apostoli "Vuoi che diciamo che scenda fuoco dal cielo?", il che è una punizione divina e non un "incendio" doloso;
- Negli Atti degli Apostoli, il fariseo Gamaliele, accomuna la situazione degli apostoli appena arrestati alla storia di due capi zeloti, Giuda il Galileo e Teuda:

« Ma essi, udendo queste cose fremevano d'ira, e si proponevano di ucciderli. Ma un fariseo, di nome Gamaliele, dottore della legge, onorato da tutto il popolo, alzatosi in piedi nel sinedrio, comandò che gli apostoli venissero un momento allontanati. Poi disse loro: «Uomini d'Israele, badate bene a quello che state per fare circa questi uomini. Poiché, prima d'ora, sorse Teuda, dicendo di essere qualcuno; presso di lui si raccolsero circa quattrocento uomini; egli fu ucciso, e tutti quelli che gli avevano dato ascolto furono dispersi e ridotti a nulla. Dopo di lui sorse Giuda il Galileo, ai giorni del censimento, e si trascinò dietro della gente; anch'egli perì, e tutti quelli che gli avevano dato ascolto furono dispersi. E ora vi dico: tenetevi lontani da loro, e ritiratevi da questi uomini; perché, se questo disegno o quest'opera è dagli uomini, sarà distrutta; ma se è da Dio, voi non potrete distruggerli, se non volete trovarvi a combattere anche contro Dio.» (Atti 5,33-39)
Secondo le teorie di Eisemann, rigettate da alcuni studiosi tra cui il biblista Bart Ehrman, l'elemento zelota nell'originale gruppo di apostoli sarebbe stato mascherato per dar modo alla Chiesa cristiana di Paolo di Tarso di assimilarsi all'elemento romano e di far proseliti tra i gentili.
Universalmente riconosciuto come zelota da ambienti ecclesiastici e accademici è Simone il Cananeo.

## Altri zeloti
Barabba era probabilmente uno zelota che fu liberato da Pilato che, a sua volta, condannò Gesù alla crocifissione.

## Utilizzo moderno del termine
Oggi la parola zelota non viene utilizzata solo per indicare gli adepti dell'omonima setta ebraica ma anche per indicare una persona fanatica o esageratamente diligente nelle proprie azioni.